# Friedrich Tschanter

Friedrich Tschanter

Friedrich Tschanter (* 20. Oktober 1875 in Gorsdorf bei Jessen; † 14. Mai 1945 in Eilenburg) war ein deutscher Lehrer und Schulrektor. Er war Mitglied der Fortschrittlichen Volkspartei und vom 25. April bis 14. Mai 1945 Bürgermeister der Stadt Eilenburg. Tschanter hatte die kürzeste bekannte Amtszeit aller Eilenburger Bürgermeister.

## Leben
Tschanter wurde 1875 als Sohn eines Pfarrers in Gorsdorf bei Jessen geboren. Er besuchte das Realgymnasium der Franckeschen Stiftungen und die Lateinschule in Halle. Anschließend erhielt er bis 1894 eine Ausbildung an einem Lehrerseminar und qualifizierte sich als Mittelschullehrer für die Fächer Deutsch und Geschichte. Tschanter begann seine Lehrerlaufbahn in Mieste bei Gardelegen, unterrichtete ab 1903 an der Mittelschule in Bitterfeld und war ab 1906 nach bestandener Rektorenprüfung Rektor einer Schule in Regenwalde (Pommern). 1907 übernahm er den Rektorenposten der Bergschule in Eilenburg, den er bis 1933 innehatte. Tschanter kandidierte bei der Reichstagswahl 1912 erfolglos für die Fortschrittliche Volkspartei. Seine gewonnenen Stimmen trat er an Gustav Raute ab und verhalf ihm damit in den Reichstag. 1915 bis 1918 diente Tschanter als Feldwebel im Ersten Weltkrieg. 1927 erstattete er Anzeige gegen den Eilenburger Oberbürgermeister Alfred Belian wegen dessen Mitgliedschaft im Stahlhelm. Nach der Machtergreifung der Nationalsozialisten geriet Tschanter schnell in Konflikt mit den neuen Machthabern. So verweigerte er den Hitlergruß und erwies der Hakenkreuzfahne nicht die erforderliche Achtung. Nachdem er mit Schülern einen Eichbaum in den Farben Schwarz-Rot-Gold geschmückt hatte, wurde er zunächst beurlaubt und kurz darauf aus dem Schuldienst entlassen. Außerdem wurde ihm jegliche gesellschaftliche Tätigkeit verboten.

Nachdem Eilenburg zum Ende des Zweiten Weltkriegs am 25. April 1945 von der amerikanischen Armee eingenommen wurde, bestimmte die neue Militäradministration Tschanter an diesem Tag als Bürgermeister. Er war der Nachfolger von Gerhard Thiede (NSDAP), der des Amtes enthoben worden war. Tschanter übernahm eine in Trümmern liegende Stadt, in der sich zu dieser Zeit etwa 30.000 Menschen aufhielten, tausende davon waren durch die Kämpfe obdachlos geworden. Im Ernennungsschreiben heißt es: 

„Sie sind bis auf weiteres als Bürgermeister von Eilenburg eingesetzt. In dieser Eigenschaft werden Sie restlos alle Erlasse der Militärregierung durchführen in bezug auf die Aufrechterhaltung von Recht und Ordnung, die Ausrottung des Nationalsozialismus, des nationalsozialistischen Beamtentums, deren Helfershelfer und aller militärischen Tendenzen, die Ausmerzung jeglicher unterschiedlicher Behandlung aufgrund von Rasse, Religion oder politischer Überzeugung.“

 Nach nur zwei Tagen im Amt musste Tschanter aufgrund eines schweren Lungenleidens ins Eilenburger Krankenhaus eingeliefert werden, wo er am 14. Mai 1945 starb. Als Todesursache gibt das Sterbebuch von 1945 „Vorsteherdrüsenvergrößerung, Blaseneiterung und Nierenbeckeneiterung“ an. Als sein Nachfolger wurde der liberale Eilenburger Rechtsanwalt Max Müller bestimmt. Tschanter wurde zunächst auf dem Bergfriedhof beigesetzt und 1946 in seine Heimat umgebettet.
Ihm zu Ehren erhielt die Bergschule in Eilenburg, wo Tschanter 26 Jahre als Rektor wirkte, 1946 seinen Namen. 2005 zog die Schule in das Gebäude der ehemaligen Bürgerschule in der Dorotheenstraße, wo sie sich bis heute befindet.